# Gherghița
Gherghița là một xã thuộc hạt Prahova, România. Dân số thời điểm năm 2002 là 4033 người.